# Euribor

Graf över Euribors nivå 1999-2012 (1 vecka grön, 3 månader blå och 12 månader röd)

EURIBOR, eller Euro Interbank Offered Rate är en daglig referensränta som beräknas som ett genomsnitt av de räntor som banker i EU-länderna ställer till varandra för utlåning i euro. EURIBOR används som referens för räntesättning med mera. En ränta kan exempelvis uttryckas som EURIBOR 3M + 1 % och kommer då följa EURIBOR 3M-räntan med ett tillägg om en procentenhet. Noteringarna för EURIBOR publiceras varje vardag, kl 11 CET.
EURIBOR finns med olika löptider, till exempel 1 vecka, 3 månader och 12 månader.
Det finns också en officiell referensränta kallad EONIA (Euro OverNight Index Average), som avser lån mellan banker med löptid på en bankdag.